# Open d'Écosse (golf)
Pour les articles homonymes, voir Open d'Écosse.
L'Open d'Écosse est un tournoi de golf masculin du Tour européen PGA. Cette épreuve fut créée en 1972 et se dispute depuis 1996 sur les rives du Loch Lomond en Écosse. Après les deux premières éditions (1972-1973), il fallut attendre 1986 pour assister à la troisième édition. Depuis lors, le tournoi se tient chaque année en juillet, sauf en 1996, où deux tournois eurent lieu la même année.
L'édition 2020, initialement prévue du 9 au 12 juillet, est reporté à une date ultérieure, en raison de la pandémie de maladie à coronavirus,.

## Rolex Series
Avant le début de la saison 2017, le Tour Européen annonce que le tournoi est incorporé aux Rolex Series nouvellement crée. Ce nouveau label regroupe plusieurs tournois doté au minimum de 7 millions d'Euros chacun.

## Palmarès
| Année                                     | Vainqueur                                                    | Nationalité                                                  |
| ----------------------------------------- | ------------------------------------------------------------ | ------------------------------------------------------------ |
| Sunbeam Electric Scottish Open            |                                                              |                                                              |
| 1972                                      | Neil Coles                                                   | Angleterre                                                   |
| 1973                                      | Graham Marsh                                                 | Australie                                                    |
| Bell's Scottish Open                      |                                                              |                                                              |
| 1986                                      | David Feherty                                                | Irlande du Nord                                              |
| 1987                                      | Ian Woosnam                                                  | Pays de Galles                                               |
| 1988                                      | Barry Lane                                                   | Angleterre                                                   |
| 1989                                      | Michael Allen                                                | États-Unis                                                   |
| 1990                                      | Ian Woosnam                                                  | Pays de Galles                                               |
| 1991                                      | Craig Parry                                                  | Australie                                                    |
| 1992                                      | Peter O'Malley                                               | Australie                                                    |
| 1993                                      | Jesper Parnevik                                              | Suède                                                        |
| 1994                                      | Carl Mason                                                   | Angleterre                                                   |
| Scottish Open                             |                                                              |                                                              |
| 1995                                      | Wayne Riley                                                  | Australie                                                    |
| 1996                                      | Ian Woosnam                                                  | Pays de Galles                                               |
| Scottish Open                             |                                                              |                                                              |
| 1996                                      | Thomas Bjørn                                                 | Danemark                                                     |
| Gulfstream Loch Lomond World Invitational |                                                              |                                                              |
| 1997                                      | Tom Lehman                                                   | États-Unis                                                   |
| Standard Life Loch Lomond                 |                                                              |                                                              |
| 1998                                      | Lee Westwood                                                 | Angleterre                                                   |
| 1999                                      | Colin Montgomerie                                            | Écosse                                                       |
| 2000                                      | Ernie Els                                                    | Afrique du Sud                                               |
| The Scottish Open at Loch Lomond          |                                                              |                                                              |
| 2001                                      | Retief Goosen                                                | Afrique du Sud                                               |
| Barclays Scottish Open                    |                                                              |                                                              |
| 2002                                      | Eduardo Romero                                               | Argentine                                                    |
| 2003                                      | Ernie Els                                                    | Afrique du Sud                                               |
| 2004                                      | Thomas Levet                                                 | France                                                       |
| 2005                                      | Tim Clark                                                    | Afrique du Sud                                               |
| 2006                                      | Johan Edfors                                                 | Suède                                                        |
| 2007                                      | Grégory Havret                                               | France                                                       |
| 2008                                      | Graeme McDowell                                              | Irlande du Nord                                              |
| 2009                                      | Martin Kaymer                                                | Allemagne                                                    |
| 2010                                      | Edoardo Molinari                                             | Italie                                                       |
| 2011                                      | Luke Donald                                                  | Angleterre                                                   |
| Aberdeen Asset Management Scottish Open   |                                                              |                                                              |
| 2012                                      | Jeev Milkha Singh                                            | Inde                                                         |
| 2013                                      | Phil Mickelson                                               | États-Unis                                                   |
| 2014                                      | Justin Rose                                                  | Angleterre                                                   |
| 2015                                      | Rickie Fowler                                                | États-Unis                                                   |
| 2016                                      | Alex Noren                                                   | Suède                                                        |
| 2017                                      | Rafael Cabrera-Bello                                         | Espagne                                                      |
| 2018                                      | Brandon Stone                                                | Afrique du Sud                                               |
| 2019                                      | Bernd Wiesberger                                             | Autriche                                                     |
| 2020                                      | Reporté en raison du Covid-19 (nouvelles dates à déterminer) | Reporté en raison du Covid-19 (nouvelles dates à déterminer) |
| Abrdn Scottish Open                       |                                                              |                                                              |
| 2021                                      | Min Woo Lee                                                  | Australie                                                    |
| Genesis Scottish Open                     |                                                              |                                                              |
| 2022                                      | Xander Schauffele                                            | États-Unis                                                   |
| 2023                                      | Rory McIlroy                                                 | Irlande du Nord                                              |
| 2024                                      | Robert MacIntyre                                             | Écosse                                                       |